# Rebecca Torr
Rebecca Torr (* 15. März 1990 in Tauranga, Bay of Plenty) ist eine neuseeländische Snowboarderin.

## Biografie
Torr startete 2002 im Alter von nur 12 Jahren, ihre Snowboard-Karriere beim Mount Ruapehu Competitive Freestyle Team, unter der Leitung der ehemaligen Snowboarderin Jody Blatchley, auf dem Mount Ruapehu in Te Puke. 2010 nahm sie erstmals bei einem Slopestyle Event der FIS teil, im Rahmen der Snowboard-Juniorenweltmeisterschaften, auf professioneller Ebene in Wanaka, Stoneham in Kanada teil und wurde mit dem „Ball Park Rookie of the Year“ Award ausgezeichnet. Es folgte 2012 ihr Seniordebüt bei den X-Games in Aspen (Colorado), bevor sie ihr Snowboard-Weltmeisterschaft Debüt in Oslo, Norwegen gab. Bei dieser WM im Jahre 2012, feierte sie mit dem 11. Platz, einen beachtlichen Erfolg.
Beim Slopestyle Event im Rahmen des Snowboard-Weltcup am 19. Januar 2014 in Stoneham; feierte sie ihren mit einem 9. Platz, ihren bislang größten Erfolg. Einen Monat später nahm sie für ihr Heimatland Neuseeland an den Olympischen Winterspielen 2014 in Sotschi teil.

### Persönliches
Torr wurde in Tauranga geboren und wuchs im benachbarten Te Puke im Western Bay of Plenty District auf. Dort besuchte sie die Grundschule Fairhaven School Te Puke, bevor sie von 2004 bis 2008 ihre schulische Bildung an der Te Puke High School fortsetzte. Im Rahmen der Olympischen Spiele, outete sie sich als Nutzerin der Dating-App Tinder, was ihr ein medienträchtiges Treffen mit dem jamaikanischen Bob Team einbrachte.